# Droga krajowa 31
Die Droga krajowa 31 (kurz DK31, pol. für ,Nationalstraße 31‘ bzw. ,Landesstraße 31‘) ist eine Landesstraße in Polen. Sie führt in südlicher Richtung entlang der Oder von Szczecin über Gryfino, Chojna und Kostrzyn nad Odrą bis vom deutsch-polnischen, innerstädtischen Grenzübergang Słubice – Frankfurt (Oder) und dient als Verbindung zwischen der Autobahn A6 mit den Landesstraßen 13, 22, 23, 26 und 29. Die Gesamtlänge beträgt 145 km.

## Geschichte

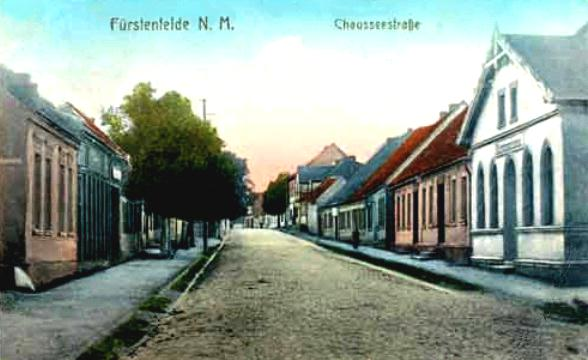
Die Durchfahrtsstraße in Fürstenfelde (Boleszkowice) um 1900

Auf dem heutigen Abschnitt zwischen Chojna und Sarbinowo folgt die Straße der ehemaligen Reichsstraße 166, die hier ihren Endpunkt hatte. Danach folgt sie bis Küstrin der ehemaligen Reichsstraße 112, die dann weiter nach Frankfurt (Oder) und Forst (Lausitz) führte.
1985 wurde das polnische Straßennetz neu geordnet. Die bisherigen Staatsstraßen wurden in Landesstraßen umgewidmet und neu nummeriert. Die Straße von Stettin nach Słubice wurde ab 1986 als Landesstraße 118 bezeichnet. Mit der Reform der Nummerierung vom 9. Mai 2001 wurde die Landesstraße 118 zur heutigen Landesstraße 31.
Am 17. Dezember 2024 wurde die 5,6 Kilometer lange Umgehungsstraße von Gryfino eröffnet. Die Baukosten betrugen 74,77 Millionen Złoty (17,52 Millionen Euro).

## Wichtige Ortschaften entlang der Strecke
- Szczecin
- Gryfino
- Widuchowa
- Chojna
- Mieszkowice
- Boleszkowice
- Sarbinowo
- Kostrzyn nad Odrą
- Górzyca
- Słubice